# Flora Duffyová
Flora Jane Duffyová (* 30. září 1987 Paget) je bermudská triatlonistka.
Reprezentovala na třech olympijských hrách: na LOH 2008 závod nedokončila, na LOH 2012 obsadila 45. místo, na LOH 2016 skončila osmá a na LOH 2020 skončila první a vyhrála zlatou medaili. Vyhrála pro Bermudy první zlatou olympijskou medaili v historii.
Vyhrála celkovou klasifikaci mistrovství světa v triatlonu 2016 a 2017, byla třetí na Panamerických hrách 2015 a druhá na Středoamerických a karibských hrách 2010.
Je mistryní světa v cross triatlonu (kombinace plavání, jízdy na horských kolech a přespolního běhu) z let 2015 a 2016, v roce 2014 obsadila druhé místo. Vyhrála extrémní šampionát XTERRA v letech 2014 až 2017, 2019 a 2021. V roce 2013 obsadila třetí místo. V roce 2022 se stala počtvrté mistryní světa. Předtím to dokázala v roce 2016, 2017 a 2021. 
Je absolventkou sociologie na University of Colorado at Boulder. Sportovních úspěchů dosáhla navzdory tomu, že trpí anémií.